# Староашировский сельсовет
Староашировский сельсовет — сельское поселение в Матвеевском районе Оренбургской области Российской Федерации.
Административный центр — село Староаширово.

## История
9 марта 2005 года в соответствии с законом Оренбургской области № 1904/312-III-ОЗ образовано сельское поселение Староашировский сельсовет, установлены границы муниципального образования.

## Население
| 2010 | 2012 | 2013 | 2014 | 2015 | 2016 | 2017 |
| ---- | ---- | ---- | ---- | ---- | ---- | ---- |
| 733  | ↘723 | ↘703 | ↘692 | ↗694 | ↘687 | ↘664 |
| 2018 | 2019 | 2020 | 2021 |      |      |      |
| ↘655 | ↘644 | ↘632 | ↘627 |      |      |      |

## Состав сельского поселения
| № | Населённый пункт | Тип населённого пункта       | Население |
| - | ---------------- | ---------------------------- | --------- |
| 1 | Староаширово     | село, административный центр | ↘627      |